# Madeleine Duncan Brown
Madeleine Duncan Brown (* 1925 in Dallas, Texas; † 22. Juni 2002 in Dallas County, Texas) war die Autorin eines Buches, in dem sie behauptet, von 1948 bis 1969 die Geliebte des US-Präsidenten Lyndon B. Johnson gewesen zu sein und mit ihm ein gemeinsames Kind gehabt zu haben.

## Leben
Madeleine Duncan Brown war mit James Glynn Brown, einem ehemaligen Soldaten des US Marine Corps, verheiratet, der mit einer Hirnverletzung aus dem Zweiten Weltkrieg zurückkehrte und fortan in einer geschlossenen Anstalt untergebracht war. Sie selbst arbeitete nach dem Krieg in einer Werbeagentur in Dallas.
Nach ihren Angaben traf sie Johnson erstmals im Adolphus Hotel in Dallas, kurz nachdem er 1948 in den Senat der Vereinigten Staaten gewählt worden war. Aus der Beziehung stammt der gemeinsame Sohn Stephen Mark Brown (* 27. Dezember 1950; † 28. September 1990), der früh an Krebs starb. Der Anwalt und Buchautor Barr McClellan, dessen Kanzlei für die Johnson-Administration arbeitete, bestätigte später, dass Johnson für das gemeinsame Kind Unterhalt zahlte.
In ihren Memoiren schreibt sie, ihre Beziehung mit Johnson sei in Texas ein offenes Geheimnis gewesen und dass Johnson in das Attentat auf John F. Kennedy am 22. November 1963 verwickelt sei. Am Abend des 21. November 1963 habe sie eine Party zu Ehren des FBI-Direktors J. Edgar Hoover im Hause Clint Murchisons besucht. Anwesend seien außerdem Haroldson Hunt, Richard Nixon, Hoovers Stellvertreter Clyde Tolson, der Bürgermeister von Dallas Earle Cabell, Kennedys Sonderberater John J. McCloy, Jack Ruby sowie mehrere Mafia-Bosse, Zeitungs- und TV-Reporter gewesen. Plötzlich sei Johnson unerwartet dazugekommen und sogleich mit einer kleinen Gruppe in Murchisons Arbeitszimmer verschwunden. Als er später mit hochrotem Kopf und etwas verängstigt wieder herausgekommen sei, habe er sie begrüßt und ihr zugeflüstert: „After tomorrow those goddamn Kennedys will never embarrass me again—that’s no threat—that’s a promise.“ (Nach dem morgigen Tag werden mich diese gottverdammten Kennedys nie wieder in Verlegenheit bringen. Das ist keine Drohung, das ist ein Versprechen.)
Madeleine Brown gibt an, Lee Harvey Oswald gekannt und ihn vor dem Kennedy-Attentat mehrmals im Nachtlokal Carousel Club mit Jack Ruby gesehen zu haben.
Am Morgen des 1. Januar 1964 habe Johnson ihr erklärt, Kennedy sei einer Verschwörung zum Opfer gefallen: „It was Texas oil and those fucking renegade intelligence bastards in Washington.“ (Das waren die Ölbarone von Texas und diese gottverdammten abtrünnigen Geheimdienst-Bastarde in Washington.) Brown meint, der Plan, Kennedy zu töten, sei wahrscheinlich auf den Konvent der Demokratischen Partei zurückgegangen, der am 14. Juli 1960 Kennedy – und nicht Johnson – zum Präsidentschaftskandidaten wählte. Der Milliardär Haroldson Hunt habe ihr damals gesagt: „We may have lost a battle but we’re going to win a war.“ (Wir haben vielleicht eine Schlacht verloren, aber den Krieg werden wir gewinnen.) Die Beziehung endete nach Browns Angaben 1969, vier Jahre vor dem Tode Johnsons. 
Duncan Brown ist eine von mehr als zwanzig Personen, die Geständnisse und Aussagen über die wahren Täter des Kennedy-Attentats abgegeben haben. Die meisten davon schließen sich gegenseitig aus.

## Rezeption
Browns Aussagen über das Kennedy-Attentat hat Madeleine Brown mehrfach wiederholt und konkretisiert, so am 30. Juni 1997 in der Jeff Davis Show, später in einem 80-minütigen TV-Interview mit dem Journalisten Robert Gaylon Ross.
Kein seriöser Historiker erwähnt ihre Aussagen zum Kennedy-Attentat. Auch in den „offiziellen“ Johnson-Biographien der renommierten Autoren Robert Dallek und Robert A. Caro fehlt ihr Name. 
Rezipiert wurde sie in den thematischen Büchern der Autoren William Reymond (1998 und 2005), Barr McClellan (2003) und Roger Stone (2013), die alle Johnson für das Kennedy-Attentat verantwortlich machen und Brown als Zeugin zitieren. Nach einer Fernsehsendung, die sich auf McClellans Buch stützte, entschuldigte sich der Sender für die Ausstrahlung: Die Vorwürfe gegen Johnson seien substanzlos.

## Werke
- Madeleine Duncan Brown: Texas in the Morning. The Love Story of Madeleine Brown & President Lyndon Johnson. The Conservatory Press, Baltimore 1997.